# The Hits (album, Billy Joel)
The Hits je kompilacijski album ameriškega kantavtorja Billyja Joela, ki je izšel samo v ZDA, 16. novembra 2010. To je prvi Joelov kompilacijski album, ki vsebuje skladbe v kronološkem vrstnem redu.
The Hits je 30. marca 2013 dosegel 34. mesto ameriške lestvice Billboard 200.

## Seznam skladb
Vse skladbe je napisal Billy Joel.
| Št. | Naslov                              | Originalni album                                      | Dolžina |
| --- | ----------------------------------- | ----------------------------------------------------- | ------- |
| 1.  | „Everybody Loves You Now‟           | Cold Spring Harbor, 1971                              | 2:49    |
| 2.  | „Piano Man‟                         | Piano Man, 1973                                       | 5:39    |
| 3.  | „The Entertainer‟                   | Streetlife Serenade, 1974                             | 3:40    |
| 4.  | „New York State of Mind‟            | Turnstiles, 1976                                      | 6:02    |
| 5.  | „Movin' Out (Anthony's Song)‟       | The Stranger, 1977                                    | 3:29    |
| 6.  | „Only the Good Die Young‟           | The Stranger                                          | 3:55    |
| 7.  | „My Life‟                           | 52nd Street, 1978                                     | 4:42    |
| 8.  | „Big Shot‟                          | 52nd Street                                           | 4:02    |
| 9.  | „You May Be Right‟                  | Glass Houses, 1980                                    | 4:13    |
| 10. | „It's Still Rock and Roll to Me‟    | Glass Houses                                          | 2:57    |
| 11. | „Say Goodbye to Hollywood‟ (v živo) | Songs in the Attic, 1981; prvotno z albuma Turnstiles | 4:25    |
| 12. | „Allentown‟                         | The Nylon Curtain, 1982                               | 3:50    |
| 13. | „Pressure‟                          | The Nylon Curtain                                     | 4:40    |
| 14. | „The Longest Time‟                  | An Innocent Man, 1983                                 | 3:39    |
| 15. | „Tell Her About It‟                 | An Innocent Man                                       | 3:50    |
| 16. | „A Matter of Trust‟                 | The Bridge, 1986                                      | 4:09    |
| 17. | „We Didn't Start the Fire‟          | Storm Front, 1989                                     | 4:51    |
| 18. | „I Go to Extremes‟                  | Storm Front                                           | 4:23    |
| 19. | „The River of Dreams‟               | River of Dreams, 1993                                 | 4:05    |